# Elymus lancangensis
Elymus lancangensis är en gräsart som beskrevs av Shen g Lian Lu och Y.H.Wu. Elymus lancangensis ingår i släktet elmar, och familjen gräs. Inga underarter finns listade i Catalogue of Life.